# سنتافو إكوادوري

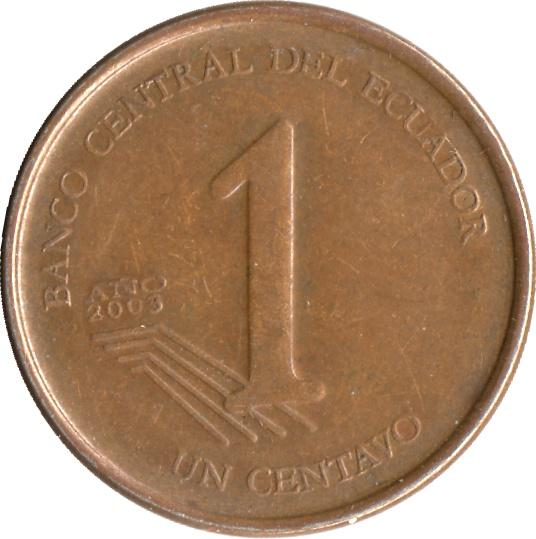
سنتافو

أدخلت العملة المعدنية سنتافو الإكوادورية في عام 2000 عندما قامت الإكوادور بتحويل عملتها من سوكري إلى الدولار الأمريكي. القطع النقدية في الطوائف من 1، 5، 10 و 25 و 50 سنتافو ومتطابقة في الحجم والقيمة لنظرائهم في الولايات المتحدة (على الرغم من أن الولايات المتحدة نادراً ما يستخدم قطعة 50 سنت.) تجدد هذي القطع النقدية في الإكوادور جنبا إلى جنب مع العملات المعدنية والأوراق النقدية من الولايات المتحدة الأمريكية. وخلافا في الولايات المتحدة حيث الورقة النقدية 1$ توجد عادة في التداول، إكوادور لا تصدر أي أوراق نقدية أبدًا، وتعتمد فقط على الولايات المتحدة.